# قائمة الجامعات والكليات النسائية الحالية والتاريخية في اليابان
فيما يلي قائمة بالجامعات والكليات النسائية الحالية والتاريخية في اليابان. الكلية النسائية هي مؤسسة للتعليم العالي حيث يكون التسجيل للإناث فقط. معظم هذه الجامعات خاصة ؛ مُولت عدد قليل منها من قبل حكومات المقاطعات؛ الجامعتان الوحيدتان اللتان تمولهما الحكومة الوطنية هما نارا وأوتشانوميزو.
حيث أصبحت المؤسسات مختلطة، يشار إلى ذلك، إلى جانب السنة التي تغيرت فيها سياسة التسجيل. إن الكليات النسائية الحالية (اعتبارًا من عام 2007) مدرجة في نص غامق. تُسرد الكليات التي تغلق أو الانتقال إلى التعليم المختلط بالأحرف المائلة.

## آيتشي
- جامعة أيشي بريفيكتوريال ، ناغاكوتي (تعليم مختلط منذ عام 1966)[2]
- جامعة أيتشي جاكوسين، أوكازاكي (تعليم مختلط منذ عام 1987)
- جامعة تشوكيو للنساء، أوبو (تعليم مختلط منذ عام 1998)
- جامعة كينجو غاكوين، ناغويا
- جامعة ناغويا للنساء، ناغويا
- جامعة أوهكاجاكوين، تويوتا
- جامعة سوجيياما جوجاكوين، ناغويا

## إهيمه
- كلية ماتسوياما شينوناجو، ماتسوياما[3]

## فوكوشيما
- جامعة كورياما للسيدات، كورياما

## فوكوكا
- جامعة شيكيوشي جوجاكوين، دازايفو
- جامعة فوكوكا جو غاكوين، فوكوكا
- جامعة فوكوكا للنساء، فوكوكا
- جامعة كيوشو للنساء، كيتاكيوشو
- جامعة سينان جو جاكوين، كيتاكيوشو

## غيفو
- جامعة جيفو للنساء، غيفو
- جامعة توكاي النسائية، كاكاميغاهارا

## هيروشيما
- جامعة هيروشيما بونكيو للنساء، أسامينامي
- جامعة هيروشيما جوجاكوين، أساكيتا
- حرم هيروشيما، جامعة هيروشيما، مينامي-كو (تعليم مختلط منذ عام 1994)
- جامعة ياسودا للنساء، أسامينامي-كو
- جامعة كوري، كورشي

## هيوغو
- كلية كوبي، نيشينومايا
- كلية كوبي كايسي، نادا كو
- جامعة كوبي شينوا للنساء، كيتا كو
- جامعة كوبي شوين النسائية، نادا كو
- جامعة كوبي الصيدلانية، هيغاشينادا (تعليم مختلط منذ عام 1994)
- جامعة كوبي للنساء، سوما-كو
- جامعة كوبي يامات، تشوك كو (تعليم مختلط في عام 2001)
- جامعة كونان للنساء، هيجاشينادا
- جامعة موكوغاوا للنساء، نيشينومايا
- جامعة أوتيماي، نيشينومايا (تعليم مختلط منذ عام 2000)
- كلية سيوا، نيشينومايا (تعليم مختلط منذ عام 1981)
- جامعة سونودا غاكوين للنساء، أماغاساكي

## كاغوشيما
- جامعة كاجوشيما للقلب الطاهر، كاغوشيما

## كاناغاوا
- كلية كاريتاس جونيور، أوبا- كو، يوكوهاما
- جامعة فيريس، إيزومي-كو، يوكوهاما
- جامعة كاماكورا للنساء، كاماكورا
- كلية أوداوارا للنساء، أوداوارا
- جامعة تويو ايوا، ميدوري-كو، يوكوهاما
- جامعة ساغامى للنساء، ساغاميهارا
- جامعة شوين، أتسوغي (تعليم مختلط منذ عام 2004)
- كلية سانت سيسيليا للنساء جونيور، ياماتو

## كوتشي
- جامعة كوتشي للنساء، كوتشي (تعليم مختلط منذ نيسان 2011)

## كوماموتو
- جامعة محافظة كوماموتو، كوماموتو (تعليم مختلط منذ 1994)

## كيوتو
- كلية دوشيشا النسائية للفنون الليبرالية، كيوتانابي
- جامعة كيوتو كوكا للنساء، أوكيو-كو
- جامعة كيوتو نوتردام، ساكيو-كو
- جامعة كيوتو تاتشيبانا، ياماشينا (تعليم مختلط منذ عام 2005)
- جامعة كيوتو للنساء، هيغاشياما
- كلية كاتشو، هيغاشياما

## ناغانو
- كلية ناغانو بريفكتوريال، ناغانو (تعليم مختلط منذ عام 2004)
- كلية سيسين جوجاكوين، ناغانو

## ناغاساكي
- كلية كواسوي للنساء، ناغاساكي

## نارا
- جامعة نارا للنساء، نارا
- جامعة تيزوكاياما، نارا (تعليم مختلط منذ 1987)

## أوكاياما
- جامعة ميماساكا، تسوياما (تعليم مختلط منذ عام 2003)
- جامعة نوتردام سيشين، أوكاياما
- جامعة شوجيتسو، أوكاياما (تعليم مختلط منذ 2003)

## أوساكا
- جامعة بايكا المرأة، اباراكي
- جامعة هيان جوجاكوين (سانت أغنيس)
- جامعة كانساي الطبية، موريغوتشي (تعليم مختلط منذ 1954)
- حرم موريجوتشي من جامعة أوساكا الدولية، موريغوتشي (تعليم مختلط منذ عام 2002)
- كلية أوساكا جوجاكوين، أوساكا
- حرم دايسن الجامعي، جامعة ولاية أوساكا، ساكاي (تعليم مختلط منذ 2005)
- جامعة أوساكا شوين النسائية، هيغاشي-أوساكا
- جامعة أوساكا أوتاني، تونداباياشي (تعليم مختلط في عام 2006)
- جامعة سينري كينران، سويتا
- جامعة شيتينوجي البوذية الدولية، هابيكينو (تعليم مختلط منذ 1981)
- جامعة سواي، أوساكا (تعليم مختلط منذ 1982)
- جامعة تيزوكاياما جاكوين، ساكاي (تعليم مختلط منذ عام 2003)

## سايتاما
- جامعة ريشو للنساء (الآن جامعة بونكيو)، كوشيغايا (تعليم مختلط منذ عام 1976)

## توكوشيما
- جامعة شيكوكو، توكوشيما (تعليم مختلط منذ عام 1992)

## طوكيو
- جامعة كيسين، تاما
- جامعة نساء اليابان، بونكيو وارد
- جامعة أوتشانوميزو النسائية، بونكيو
- جامعة شوا للنساء، سيتاغايا
- جامعة طوكيو كاسي، إيتاباشي
- جامعة طوكيو كاسي جاكوين، تشيودا
- طوكيو Kaseigakuin - جامعة تسوكوبا للمرأة (الآن جامعة تسوكوبا غاكوين) ، تسوكوبا (تعليم مختلط منذ عام 2005)
- جامعة طوكيو للإناث، سوغينامي
- جامعة طوكيو الطبية النسائية، شينجوكو
- جامعة تسودا، Kodaira

## ياماغوتشي
- جامعة بايكو جاكوين, شيمونوسيكي (تعليم مختلط منذ 2001)
- جامعة محافظة ياماغوتشي, ياماغوتشي (تعليم مختلط منذ 1996)